# Jofré IV d'Anjou
Jofré IV fou hereu d'Anjou i en alguns moments va substituir en el comtat al seu pare Folc IV el Tauró després del 1100.
Elies senyor de La Flèche prengué el control del comtat de Maine amb ajuda de Folc IV el Tauró comte d'Anjou. La filla (i hereva) d'Elies es va casar amb el fill gran de Folc IV, Jofré i s'esperava que reuniria ambdós comtats. El 1104 es va revoltar contra el seu pare amb suport del comte del Maine, i es va apoderar dels castells del seu pare i el 28 d'agost de 1104 va ocupar Thouars (que va incendiar), i van seguir Niort i Beauvoir. Guillem IX d'Aquitània va anar en ajut de Folc IV i va situar el seu exèrcit enfront al del rebel, i finalment les negociacions van permetre la reconciliació de Folc IV i Jofré IV d'Anjou.
Però Jofré va morir abans que el seu pare el 1106 (assassinat durant el setge de Candé), i no va deixar fills i la successió va recaure en son germà Folc V el Jove.